# Homotoma wulinensis
Homotoma wulinensis är en insektsart som först beskrevs av Yang 1984.  Homotoma wulinensis ingår i släktet Homotoma och familjen Homotomidae. Inga underarter finns listade i Catalogue of Life.